# Atomic Heart, Vol. 1
Atomic Heart, Vol. 1 — первая часть саундтрека к одноимённой компьютерной игре. Сборник содержит в себе 17 треков и был выпущен 21 февраля 2023 года лейблом Mundfish Music. В саундтрек вошли ремиксы на такие песни, как «Трава у дома», «Косил Ясь конюшину», «Арлекино» и другие.
Саундтрек получил положительные отзывы среди критиков. Многие отмечали, что музыка из игры стала одной из основных причин популярности Atomic Heart.

## Создание и релиз
В работе над оригинальными композициями принимал участие австралийский композитор Мик Гордон, известный по своим работам над музыкальным сопровождением таких игр, как Doom, Prey и Wolfenstein. Помимо Мика, над саундтреком работали Джеффри Дей, известный под псевдонимом Geoffplaysguitar, и Андрей Бугров, также выполнявший роль аудио-директора игры.
Помимо оригинальных композиций, созданных специально для игры, в саундтрек Atomic Heart также вошли популярные советские песни и ремиксы на них.
Премьера сборника из 17 треков, содержащего часть саундтрека вместе с оригинальными композициями, прошла на YouTube-канале Atomic Heart в формате прямой трансляции за день до выхода игры, 20 февраля 2023 года. В качестве видеоряда во время трансляции использовались изображения с Близняшками, сгенерированные при помощи нейросетей. Через несколько часов после окончания трансляции ролик был скрыт по неизвестной причине. Причиной снятия с публикации могли послужить иллюстрации, некоторые из которых были довольно откровенными. Позже, видео было опубликовано повторно: на этот раз Близняшек заменила анимация крутящейся виниловой пластинки.
Первая часть саундтрека была выпущена на музыкальных стриминговых платформах 21 февраля 2023 года лейблом Mundfish Music.

## Список композиций
| №                   | Название                                      | Текст песни                 | Музыка                     | Исполнитель(и)                        | Длительность |
| ------------------- | --------------------------------------------- | --------------------------- | -------------------------- | ------------------------------------- | ------------ |
| 1.                  | «Kosil Jas’ Konjushinu» (Mujuice Acid Rework) | Народные                    | Народная, Владимир Мулявин | Mujuice, Песняры                      | 4:38         |
| 2.                  | «Trava u Doma» (Geoffrey Day Remix)           | Владимир Мигуля             | Анатолий Поперечный        | Geoffplaysguitar, Земляне             | 3:54         |
| 3.                  | «Arlekino» (Geoffrey Day Remix)               | Эмил Димитров, Борис Баркас | Эмил Димитров              | Geoffplaysguitar, Алла Пугачёва       | 4:20         |
| 4.                  | «Ya ne Casanova» (Geoffrey Day Remix)         | Владимир Кузьмин            | Владимир Кузьмин           | Geoffplaysguitar, Владимир Кузьмин    | 3:43         |
| 5.                  | «Komarovo» (DVRST Phonk Remix)                | Михаил Танич                | Игорь Николаев             | Dvrst, Игорь Скляр                    | 2:26         |
| 6.                  | «Komarovo (Slowed)» (DVRST Phonk Remix)       | Михаил Танич                | Игорь Николаев             | Dvrst, Игорь Скляр                    | 2:43         |
| 7.                  | «Komarovo» (DVRST DnB Remix)                  | Михаил Танич                | Игорь Николаев             | Dvrst, Игорь Скляр                    | 2:31         |
| 8.                  | «Stoyat Devchonki» (Geoffrey Day Remix)       | Ким Рыжов                   | Александр Колкер           | Geoffplaysguitar, Мария Пахоменко     | 4:42         |
| 9.                  | «Stoyat Devchonki» (ill fame Remix)           | Ким Рыжов                   | Александр Колкер           | Ill fame, Мария Пахоменко             | 4:07         |
| 10.                 | «Golden Hoop» (Neus Remix)                    | Осип Мандельштам            | Ольга Восконьян            | Neus, Ольга Восконьян, Био            | 4:33         |
| 11.                 | «Golden Hoop» (Gamma Intel Remix)             | Осип Мандельштам            | Ольга Восконьян            | Gamma Intel, Ольга Восконьян, Био     | 8:24         |
| 12.                 | «Golden Hoop» (Mujuice Remix)                 | Осип Мандельштам            | Ольга Восконьян            | Mujuice, Ольга Восконьян, Био         | 4:40         |
| 13.                 | «Zvyozdnoe Leto» (Geoffrey Day Remix)         | Илья Резник                 | Алла Пугачёва              | Geoffplaysguitar, Алла Пугачёва, Ритм | 4:39         |
| 14.                 | «Libertango»                                  |                             | Ежи Петерсбурский          | Boogrov, Антон Михайлов               | 2:57         |
| 15.                 | «Tango»                                       |                             | Ежи Петерсбурский          | Boogrov, Антон Михайлов               | 2:40         |
| 16.                 | «For the Good of Mankind»                     |                             | Geoffrey Day               | Geoffplaysguitar                      | 5:09         |
| 17.                 | «PT-1X12»                                     |                             | Geoffrey Day               | Geoffplaysguitar                      | 4:13         |
| Общая длительность: | Общая длительность:                           | Общая длительность:         | Общая длительность:        | Общая длительность:                   | 1:10:28      |

## Критика
| Оценки критиков | Оценки критиков |
| Источник        | Оценка          |
| --------------- | --------------- |
| InterMedia      | 8/10            |

Саундтрек получил положительные отзывы. Алексей Мажаев, музыкальный критик информационного агентства InterMedia, присудил альбому Atomic Heart, Vol.1 8 баллов из 10 возможных. Он отметил популярность новых аранжировок классических песен среди слушателей и их высокие позиции в топах чартов. По мнению Мажаева, благодаря саундтреку игрой Atomic Heart заинтересовались не только геймеры, а ремиксы «звучат занятно» и вне контекста игры. Алексей посчитал, что причиной популярности обновлённых песен является правильное сочетание «классического» и «современного» звучания, из-за которого композиции советской эпохи смогли обрести «свежесть». Отдельно рецензент выделил ремикс на песню «Стоят девчонки» и назвал её наиболее удачной с альбома. Оригинальные инструментальные треки, написанные специально для игры, Мажаев не оценил: «На фоне ремиксов советских шлягеров они выглядят бледновато и затянуто». Александр Бука из новостного сайта стримингово сервиса «Звук» посчитал, что саундтрек хорошо подчёркивает общую атмосферу игры, а звучание альбома удивило его своим разнообразием. Обозреватель «Фонтанки» Денис Рубин охарактеризовал сборник как «прорывающую границы между мирами музыки для обычных людей и музыки для гиков». Главной особенностью саундтрека Рубин, как и другие критики, назвал объединение старых хитов и нового современного звучания. По мнению Дениса, композиторы, работавшие над музыкой к игре, получали ощутимое удовольствие от процесса. Интернет-издание Meduza назвало аудиоряд дебютного проекта Mundfish «любопытным для изучения» благодаря современным интерпретациям песен советской эстрады. Отдельно сайт выделил ремикс электронного музыканта Mujuice на песню «Песняров» «Косил Ясь конюшину». Дарья Журкова из журнала «Индустрии впечатлений. Технологии социокультурных исследований» отмечала, что «атмосферный тип подачи переосмысливает песни советской эстрады преимущественно с помощью визуально-драматургического контекста, а событийный тип подачи идёт гораздо дальше, кардинально внедряясь и перерабатывая музыкальную ткань произведения».

## Чарты
Сборник Atomic Heart, Vol. 1 добился популярности среди слушателей: после выхода первого альбома несколько композиций попали в топы чартов различных стриминговых сервисов. Так, по состоянию на 28 февраля ремикс на песню Игоря Скляра «Комарово» набрал более 88 тысяч прослушиваний на онлайн-платформе SoundCloud, а на «Яндекс. Музыке» две версии этого ремикса заняли 2 и 22 место; в чарт также попали «Трава у дома», «Звёздное лето», «Арлекино», и другие — всего 9 из 17 композиций. 1 марта фонк-версия «Комарово» заняла первое место в чарте, обогнав трек «За деньги да» рэп-исполнительницы Инстасамки. На 3 марта «Комарово» находился на пятом месте в чарте «VK Музыки», «Трава у дома» — на 22-м, а «Звёздное лето» — на 29-м. Причём в чарт «VK Музыки» вошло меньше треков из игры, чем в чарт «Яндекс.Музыки». На 6 марта Atomic Heart, Vol.1 занимал первое место в альбомном чарте Apple Music, сместив на второе место альбом «Сертоловский токсик» рэпера Boulevard Depo, который до этого занимал первое место на протяжении двух недель. Журналистка Алина Кравчук из издания «РБК Life» также отметила популярность новой обработки песни Игоря Скляра среди пользователей сети.